# Prima Categoria 1921-1922
La Prima Categoria 1921-1922 è stata, assieme al corrispettivo torneo di Prima Divisione, la 21ª edizione della massima serie del campionato italiano di calcio, disputata tra il 2 ottobre 1921 e il 28 maggio 1922. È ricordato per lo scisma del campionato italiano di calcio che vide disputare due tornei paralleli, quello originario della Federazione Italiana Giuoco Calcio e quello organizzato dalla Confederazione Calcistica Italiana, formato dai club più importanti italiani.

## Stagione

### Novità

#### Lo scisma del calcio italiano
Certi di vedere finalmente accolte le proprie richieste, visto che il campionato 1920-1921 era terminato ben oltre l'inizio dell'estate, le società maggiori, capitanate da Genoa, Milan, Juventus e Pro Vercelli, ripresentarono per la ratifica dell'Assemblea Federale il Progetto Pozzo che avrebbe finalmente ridotto l'abnorme elenco delle squadre partecipanti al massimo campionato nazionale migliorandone anche l'aspetto economico, avendo previsto un aumento delle gare interne durante i gironi di qualificazione che avrebbero garantito maggiori introiti derivati dalla vendita dei biglietti d'ingresso.
Tuttavia le società maggiori, alcune settimane prima, avevano stipulato il cosiddetto patto di Milano, con il quale si erano arrogate unilateralmente il diritto di scegliere le squadre ammesse con criteri ritenuti discutibili dalle società minori, e ciò contribuì alla bocciatura del loro piano di riforma. Il Bollettino ufficiale del Parma F.B.C. si dimostrò d'accordo con le società maggiori sulla necessità di riformare il campionato in modo da abbreviarne la durata ma contestò i criteri con cui erano state scelte le 24, basati più sull'anzianità e sul blasone che non sul merito sportivo (i risultati ottenuti nella stagione uscente). In effetti, dalle 24 erano state escluse due delle sedici semifinaliste nazionali (la Bentegodi e l'US Torinese), al contrario di squadre eliminate nelle eliminatorie regionali (Verona, Vicenza, Venezia, Brescia, Savona e Spezia, oltre a Juventus e Casale che se non altro erano state campioni d'Italia). Un dirigente del Crema F.B.C. riteneva il numero di 24 squadre troppo ridotto ed era più orientato ad accettare un numero intorno alle 40 partecipanti.
Le società minori, decise a dare battaglia in assemblea, proposero un loro progetto che sostanzialmente lasciava invariato un campionato male articolato che prevedeva delle eliminatorie insignificanti dal momento che alle società retrocedende, che venivano immancabilmente riammesse, si sommavano non solo le aventi diritto quali vincenti il campionato di Promozione ma anche diverse comprimarie che quel campionato lo avevano perso nei rispettivi gironi di finale.
Poco importava che le società ammesse a questo campionato avessero una estrazione sociale completamente differente. Anche le piccole società dopo la fine del conflitto mondiale si erano ben attrezzate avendo decuplicato il numero dei soci e il valore delle quote da pagare al cassiere della società superando anche il non indifferente costo di acquisto o di affitto di un campo sportivo cintato che avrebbe loro garantito il pagamento del biglietto d'ingresso così come stabilito dalla federazione (che chiedeva anche la disponibilità di un campo proprio chiuso omologato con dimensioni minime di 50 m × 100 m) e del rispetto delle leggi del Regno che imponevano il pagamento del bollo per gli spettacoli al pubblico in ragione del 25% del prezzo del biglietto d'ingresso.
Particolarmente eloquente fu la motivazione addotta da alcune società capoluoghi di provincia e diverse altre appartenenti a grossi centri già rodati, quali l'Atalanta, la Trevigliese e il Monza, che affermarono che il campionato così com'era andava bene perché solo in questo modo potevano far crescere i loro giovani riducendo anche notevolmente le spese di gestione perché, essendo il campionato riserve stilato tale e quale a quello della prima squadra, queste nelle loro trasferte dimezzavano i costi riducendo il numero dei giocatori a disposizione accontentando anche gli esclusi schierandoli nella gara fra le riserve.
Nell'infuocata assemblea tenutasi il 23-24 luglio 1921 a Torino i voti delle società provinciali superarono la maggioranza prevista dal quorum costitutivo portando alla bocciatura del piano di riforma. I delegati delle società minori dichiararono in tale occasione di non essere contrari al progetto Pozzo in sé e per sé ma «ma al patto di Milano, che 24 squadre hanno stretto, per proclamarsi appartenenti all'élite del football italiano, senza diritti di appello alle altre». Le società maggiori abbandonarono per protesta l'assemblea, preparandosi allo scisma, e respinsero con intransigenza il tentativo di mediazione dell'avvocato Bozino che aveva proposto come compromesso un campionato di transizione a 36 squadre da ridursi a 24 dopo una stagione.
Vista l'intransigenza delle società maggiori, e il rifiuto di ogni forma di compromesso, lo scisma fu inevitabile. Oltre alle 24 squadre secessioniste, che andarono a costituire a Milano la Prima Divisione di un nuovo ente denominato Confederazione Calcistica Italiana, tante società soprattutto del Centro-Sud, che fino a quel momento non avevano mai svolto attività federale, si iscrissero al torneo confederale perché invogliate dalle ridotte tasse di affiliazione chieste dalla CCI, ma soprattutto perché a loro si prospettava un cambiamento radicale sia dell'organizzazione dei campionati che della dirigenza notevolmente svecchiata aventi idee chiare e precise sul da farsi. Furono messi in piedi vari tentativi di riconciliazione, che però non portarono a nulla. A fine settembre la FIGC presentò due proposte alla CCI:
- disputare nella stagione 1921-1922 un campionato di selezione a 72 squadre in modo da scegliere le 32 o le 24 ammesse in Prima Categoria nella stagione 1922-1923 (da ridurre in ogni caso a 24 nella stagione 1923-1924);
- oppure disputare già nella stagione 1921-1922 un campionato a 32 squadre (da ridurre a 24 dopo una stagione), al quale sarebbero state ammesse direttamente le 16 semifinaliste nella stagione 1920-1921 mentre le altre 16 sarebbero state individuate attraverso un torneo di qualificazione pre-campionato.

La CCI, tuttavia, le respinse e avanzò la controproposta di far disputare nella stagione 1921-1922, in luogo del regolare campionato di calcio, un campionato della CCI e un campionato della FIGC (al quale avrebbero dovuto essere ammesse anche le iscritte alla Seconda Divisione CCI), in modo da individuare le 24 ammesse al campionato riunificato 1922-1923 come segue:
- 20 squadre della CCI (le migliori 10 classificate di ognuno dei due gironi);
- 2 squadre della FIGC (la prima e la seconda classificata);
- 2 squadre individuate da un torneo di qualificazione tra le due penultime del campionato CCI e la terza e la quarta classificata del campionato FIGC.

La controproposta fu tuttavia respinta dalla FIGC e così i tentativi di riconciliazione non portarono a nulla.
L'assemblea federale, così come aveva già fatto nelle stagioni precedenti, inserì nei nuovi quadri sette nuove protagoniste. Quello che fu il 21º campionato federale fu, dunque, disputato da 46 squadre (avrebbero dovute essere 48, la Biellese fu sostituita in corsa dalla US Torinese). La Federazione stabilì inoltre un limite massimo di squadre che ogni Comitato Regionale poteva ammettere al proprio campionato:
| Regione   | Squadre | Gruppi |
| --------- | ------- | ------ |
| Piemonte  | 6       | 1      |
| Lombardia | 16      | 4      |
| Veneto    | 8       | 2      |
| Emilia    | 7       | 2      |
| Liguria   | 6       | 1      |
| Toscana   | 7       | 1      |

Questo limite massimo non mancò di sollevare polemiche. Fanfulla e Vogherese, classificatesi seconde a pari merito nel campionato lombardo di Promozione 1920-1921, inviarono richiesta di iscrizione alla Prima Categoria che fu tuttavia respinta dal Comitato Regionale Lombardo con la motivazione che il tetto massimo di 16 squadre stabilito dalla Federazione era stato già raggiunto. Le due compagini, convinte di aver diritto alla massima categoria con l'argomentazione legale che vigesse ancora la norma del regolamento introdotta nel 1919 che fissava in tre le promovende dalla Promozione lombarda, sporsero reclamo che fu accolto dalla stessa FIGC che le ammise nella massima categoria, ma le pressioni del Comitato Regionale spinsero la Federazione a tornare sui suoi passi e a escluderle di nuovo. Il Fanfulla si dovette così rassegnare a disputare di nuovo la Promozione mentre la Vogherese per protesta si iscrisse al campionato CCI di Seconda Divisione.
La Federazione stabilì che i campionati regionali sarebbero durati al massimo dodici domeniche, e comunicò che avrebbe negato la sospensione natalizia del campionato di due settimane a quei Comitati Regionali che avrebbero cominciato il campionato in ritardo. Contando anche le semifinali e le finali nazionali la durata prevista del campionato era di diciotto domeniche. La FIGC rese inoltre obbligatoria la disputa del Campionato Riserve alle società di Prima Categoria scrivendo esplicitamente nel regolamento che le società che avessero dichiarato più di tre forfait nel campionato riserve sarebbero state escluse dalla massima categoria.
Si segnala, in questa stagione, la disputa della prima edizione della Coppa Italia, competizione creata dai dirigenti federali per dare alle società eliminate dal campionato la possibilità di competere in un torneo di consolazione. L'idea non ebbe tuttavia successo, e ci vorranno anni perché si disputasse una seconda edizione di questa manifestazione.

### Formula
Campionati regionali, suddivisi fra ciascuno dei sei Comitati Regionali, i cui vincitori accedono alle semifinali nazionali, articolate su due triangolari i cui primi classificati si contendono il titolo nella finale.
L'ultima classificata di ogni regione sarebbe retrocessa in Promozione (per determinare la retrocedenda nei campionati regionali non a girone unico si sarebbe disputato un girone salvezza tra le ultime classificate).

### Avvenimenti
Del caos provocato dalla scissione del campionato, ne approfittarono una giovane ma promettente squadra piemontese, la neopromossa Novese, e una società ligure di antichi natali ma di poche fama e fortuna, la Sampierdarenese. Le due compagini vinsero le rispettive sezioni regionali e i gironi di semifinale, la Novese con un certo agio e la Sampierdarenese con maggior difficoltà, presentandosi alla finale nazionale.
La doppia sfida conclusiva del torneo si rivelò molto equilibrata: dopo 180 minuti a reti bianche nelle partite di andata e ritorno, lo spareggio di Cremona fu deciso ai supplementari da un gol di Carletto Gambarotta, il quale diede alla Novese la gioia di cingere il titolo di campione d'Italia. La Sampierdarenese, finalista perdente, recriminò tuttavia per l'arbitraggio del direttore di gara Agostini, il quale non espulse il piemontese Luigi Vercelli per un pugno assestato a Emilio Grassi (i biancocerchiati rimasero per mezz'ora in dieci uomini) e non convalidò un gol fantasma segnato dai liguri, presentando reclamo per ottenere la ripetizione della partita. Alcuni giorni dopo la Presidenza Federale sospese l'omologazione dell'incontro, in attesa che la commissione arbitri esaminasse il reclamo, ma punì la Sampierdarenese per il contegno scorretto, segnalato dal referto dell'arbitro, di diversi suoi soci durante la finale, squalificandone il campo per le prime quattro giornate del campionato successivo e proibendole inoltre la disputa di qualunque incontro fino alla fine di settembre. Al termine dell'inchiesta il risultato fu omologato e la Novese proclamata campione, ma la squalifica dello Stadio di Villa Scassi fu revocata, a condizione che la Sampierdarenese si scusasse con la Novese e con l'arbitro per il contegno scorretto.

## Squadre partecipanti

### Sezione emiliana
Gestito dal Comitato Regionale Emiliano, sede: Bologna.
| Club             | Rosa     | Città         | Stadio                 | Stagione precedente          |
| ---------------- | -------- | ------------- | ---------------------- | ---------------------------- |
| Carpi            | dettagli | Carpi (MO)    | Campo di San Nicolò    | -                            |
| Mantovana        | dettagli | Mantova       | Campo Ippodromo Te     | 1ª nella Promozione emiliana |
| Parma            | dettagli | Parma         | Campo Piazza d'Armi    | -                            |
| Piacenza         | dettagli | Piacenza      | Campo Barriera Genova  | -                            |
| Reggiana         | dettagli | Reggio Emilia | Stadio Mirabello       | -                            |
| SPAL             | dettagli | Ferrara       | Campo di Piazza d'Armi | -                            |
| Virtus Bolognese | dettagli | Bologna       | -                      | -                            |

### Sezione ligure
Gestito dal Comitato Regionale Ligure, sede: Genova
| Club               | Rosa     | Città                | Stadio | Stagione precedente        |
| ------------------ | -------- | -------------------- | ------ | -------------------------- |
| Giovani Calciatori | dettagli | Bolzaneto (GE)       | -      | 1º nella Promozione ligure |
| Rivarolese         | dettagli | Rivarolo Ligure (GE) | -      | -                          |
| Sampierdarenese    | dettagli | Sampierdarena (GE)   | -      | -                          |
| Sestrese           | dettagli | Sestri Ponente (GE)  | -      | -                          |
| Speranza           | dettagli | Savona (GE)          | -      | 2ª nella Promozione ligure |
| Spes Genova        | dettagli | Genova               | -      | -                          |

### Sezione lombarda
Gestito dal Comitato Regionale Lombardo, sede: Milano.
| Club             | Rosa     | Città              | Stadio                       | Stagione precedente          |
| ---------------- | -------- | ------------------ | ---------------------------- | ---------------------------- |
| Atalanta         | dettagli | Bergamo            | Stadium della Clementina     |                              |
| Casteggio        | dettagli | Casteggio (PV)     |                              |                              |
| Chiasso          | dettagli | Chiasso (TI)       | Mornello di Maslianico (CO)  | Campo della Giovannina       |
| Como             | dettagli | Como               | Campo via dei Mille (55x100) |                              |
| Cremonese        | dettagli | Cremona            | Campo di via Persico         |                              |
| Enotria Goliardo | dettagli | Milano             | Campo di via Colletta        |                              |
| Esperia          | dettagli | Como               | Campo di via Milano          | 1º nella Promozione lombarda |
| Juventus Italia  | dettagli | Milano (MI)        | Campo del Bersaglio          |                              |
| AC Libertas      | dettagli | Milano             | Campo del Bersaglio          |                              |
| Monza            | dettagli | Monza (MI)         | Campo delle Grazie Vecchie   |                              |
| Pavia            | dettagli | Pavia              | Stadium Pavese               |                              |
| Pro Patria       | dettagli | Busto Arsizio (MI) | Stadium di via Valle Olona   |                              |
| Saronno          | dettagli | Saronno (MI)       | Campo di via Milano          |                              |
| Stelvio          | dettagli | Milano             | Campo di via Stelvio         |                              |
| Trevigliese      | dettagli | Treviglio (BG)     | Campo di via Milano          |                              |
| Varese           | dettagli | Varese (CO)        | Campo delle Bettole          |                              |

### Sezione piemontese
Gestito dal Comitato Regionale Piemontese, sede: Torino
| Club          | Rosa     | Città            | Stadio                     | Stagione precedente            |
| ------------- | -------- | ---------------- | -------------------------- | ------------------------------ |
| Biellese      | dettagli | Biella (NO)      | Campo Sportivo Rivetti     | -                              |
| GC Cappuccini | dettagli | Vercelli (NO)    | -                          | 2º nella Promozione piemontese |
| Novese        | dettagli | Novi Ligure (AL) | Campo di Piazza d'Armi     | 1º nella Promozione piemontese |
| Pastore       | dettagli | Torino           | Campo di corso Peschiera   | -                              |
| US Torinese   | dettagli | Torino           | Campo Stradale Stupinigi   | -                              |
| Valenzana     | dettagli | Valenza (AL)     | Campo di Porta Alessandria | -                              |

### Sezione toscana
Gestito dal Comitato Regionale Toscano, sede: Firenze.
| Club             | Rosa     | Città          | Stadio                         | Stagione precedente              |
| ---------------- | -------- | -------------- | ------------------------------ | -------------------------------- |
| CS Firenze       | dettagli | Firenze        | Velodromo delle Cascine        | -                                |
| Libertas Firenze | dettagli | Firenze        | Prato del Quercione            | -                                |
| Lucchese         | dettagli | Lucca          | Campo di Marte                 | -                                |
| Prato            | dettagli | Prato (FI)     | Campo fuori Porta al Serraglio | -                                |
| Pro Livorno      | dettagli | Livorno        | Campo di Villa Pellegrini      | 1º nella Promozione toscana      |
| Viareggio        | dettagli | Viareggio (LU) | Campo di Villa Rigutti         | 7º nella Prima Categoria Toscana |

### Sezione veneta
Gestito dal Comitato Regionale Veneto, sede: Venezia.
| Club             | Rosa     | Città        | Stadio                       | Stagione precedente        |
| ---------------- | -------- | ------------ | ---------------------------- | -------------------------- |
| Bentegodi Verona | dettagli | Verona       | Campo di piazza Cittadella   | -                          |
| Legnaghese       | dettagli | Legnago (VR) | -                            | 1º nella Promozione veneta |
| Petrarca         | dettagli | Padova       | Stadio Tre Pini              | -                          |
| Schio            | dettagli | Schio (VI)   | Campo Pasubio                | -                          |
| Treviso          | dettagli | Treviso      | Campo Santa Maria del Rovere | -                          |
| Udinese          | dettagli | Udine        | Campo di viale Venezia       | -                          |

## Gironi regionali di qualificazione

### Sezione emiliana

#### Girone A

##### Classifica finale
|  | Pos. | Squadra   | Pt | G | V | N | P | GF | GS | DR |
|  | ---- | --------- | -- | - | - | - | - | -- | -- | -- |
|  | 1.   | Piacenza  | 6  | 4 | 2 | 2 | 0 | 10 | 4  | +6 |
|  | 2.   | Parma     | 5  | 4 | 2 | 1 | 1 | 6  | 4  | +2 |
|  | 3.   | Mantovana | 1  | 4 | 0 | 1 | 3 | 3  | 11 | -8 |

Legenda:
      Qualificato al girone finale regionale.
 Va agli spareggi salvezza.
Regolamento:
Due punti a vittoria, uno a pareggio, zero a sconfitta.
Note:
La Mantovana è in seguito riammessa grazie al Compromesso Colombo.

##### Risultati

###### Calendario
| Andata (1ª) | Andata (1ª)   | Prima giornata     | Ritorno (4ª) | Ritorno (4ª) |
|             |               |                    |              |              |
| 2 ott.      | 2-2           | Mantovana-Piacenza | 0-5          | 23 ott.      |
| 2 ott.      | Riposa: Parma |                    |              | 23 ott.      |

| Andata (2ª) | Andata (2ª)      | Seconda giornata | Ritorno (5ª) | Ritorno (5ª) |
|             |                  |                  |              |              |
| 9 ott.      | 2-0              | Parma-Mantovana  | 2-1          | 13 nov.      |
| 9 ott.      | Riposa: Piacenza |                  |              | 13 nov.      |

| \| Andata (3ª) \| Andata (3ª) \| Terza giornata \| Ritorno (6ª) \| Ritorno (6ª) \| \| \| \| \| \| \| \| 16 ott. \| 1-0 \| Piacenza-Parma \| 2-2 \| 20 nov. \| \| 16 ott. \| Riposa: Mantovana \| \| \| 20 nov. \| |                   |                |              |              |
| Andata (3ª) | Andata (3ª)       | Terza giornata | Ritorno (6ª) | Ritorno (6ª) |
| |                   |                |              |              |
| 16 ott. | 1-0               | Piacenza-Parma | 2-2          | 20 nov.      |
| 16 ott. | Riposa: Mantovana |                |              | 20 nov.      |

###### Tabellone
|           | MAN  | PAR  | PIA  |
| --------- | ---- | ---- | ---- |
| Mantovana | –––– | 1-2  | 2-2  |
| Parma     | 2-0  | –––– | 2-2  |
| Piacenza  | 5-0  | 1-0  | –––– |

#### Girone B

##### Classifica finale
|  | Pos. | Squadra          | Pt | G | V | N | P | GF | GS | DR |
|  | ---- | ---------------- | -- | - | - | - | - | -- | -- | -- |
|  | 1.   | Virtus Bolognese | 7  | 6 | 2 | 3 | 1 | 8  | 4  | +4 |
|  | 2.   | SPAL             | 6  | 6 | 1 | 4 | 1 | 4  | 1  | +3 |
|  | 3.   | Carpi            | 6  | 6 | 2 | 2 | 2 | 5  | 4  | +1 |
|  | 4.   | Reggiana         | 5  | 6 | 2 | 1 | 3 | 5  | 13 | -8 |

Legenda:
      Qualificato al girone finale regionale.
 Va agli spareggi salvezza.
Regolamento:
Due punti a vittoria, uno a pareggio, zero a sconfitta.
Note:
Note:

##### Risultati

###### Calendario
| Andata (1ª) | Andata (1ª) | Prima giornata | Ritorno (4ª) | Ritorno (4ª) |
|             |             |                |              |              |
| 2 ott.      | 1-0         | Virtus-Carpi   | 1-2          | 13 nov.      |
| 2 ott.      | 4-0         | SPAL-Reggiana  | 0-1          | 13 nov.      |

| Andata (2ª) | Andata (2ª) | Seconda giornata | Ritorno (5ª) | Ritorno (5ª) |
|             |             |                  |              |              |
| 9 ott.      | 0-4         | Reggiana-Virtus  | 2-2          | 23 ott.      |
| 9 ott.      | 0-0         | Carpi-SPAL       | 0-0          | 23 ott.      |

| \| Andata (3ª) \| Andata (3ª) \| Terza giornata \| Ritorno (6ª) \| Ritorno (6ª) \| \| \| \| \| \| \| \| 16 ott. \| 1-0 \| Reggiana-Carpi \| 1-3 \| 20 nov. \| \| 16 ott. \| 0-0 \| SPAL-Virtus \| 0-0 \| 4 dic. \| |             |                |              |              |
| Andata (3ª) | Andata (3ª) | Terza giornata | Ritorno (6ª) | Ritorno (6ª) |
| |             |                |              |              |
| 16 ott. | 1-0         | Reggiana-Carpi | 1-3          | 20 nov.      |
| 16 ott. | 0-0         | SPAL-Virtus    | 0-0          | 4 dic.       |

###### Tabellone
|                  | CAR  | REG  | SPA  | VIR  |
| ---------------- | ---- | ---- | ---- | ---- |
| Carpi            | –––– | 3-1  | 0-0  | 2-1  |
| Reggiana         | 1-0  | –––– | 1-0  | 0-4  |
| SPAL             | 0-0  | 4-0  | –––– | 0-0  |
| Virtus Bolognese | 1-0  | 2-2  | 0-0  | –––– |

#### Spareggi ammissione al girone finale
|       | Risultati |      | Luogo e data              |  |
| ----- | --------- | ---- | ------------------------- |  |
| Carpi | 1 - 1     | SPAL | Casteggio, 8 gennaio 1922 |  |
| Carpi | 1 - 3     | SPAL | Bologna, 15 gennaio 1922  |  |
|       |           |      |                           |  |

#### Spareggi per la salvezza
|           | Risultati   |           | Luogo e data                   |  |
| --------- | ----------- | --------- | ------------------------------ |  |
| Reggiana  | 3 - 2       | Mantovana | Reggio Emilia, 22 gennaio 1922 |  |
| Mantovana | 9 - 2       | Reggiana  | Mantova, 29 gennaio 1922       |  |
| Reggiana  | 2 - 1 (dts) | Mantovana | Ferrara, 5 febbraio 1922       |  |
|           |             |           |                                |  |

#### Girone finale

##### Classifica finale
|  | Pos. | Squadra          | Pt | G | V | N | P | GF | GS | DR |
|  | ---- | ---------------- | -- | - | - | - | - | -- | -- | -- |
|  | 1.   | SPAL             | 9  | 6 | 3 | 3 | 0 | 12 | 5  | +7 |
|  | 2.   | Virtus Bolognese | 8  | 6 | 3 | 2 | 1 | 10 | 5  | +5 |
|  | 3.   | Parma            | 4  | 6 | 1 | 2 | 3 | 8  | 13 | -5 |
|  | 4.   | Piacenza         | 3  | 6 | 1 | 1 | 4 | 7  | 14 | -7 |

Legenda:
      Qualificato ai gironi di semifinale.
Regolamento:
Due punti a vittoria, uno a pareggio, zero a sconfitta.
Note:
Note:

##### Risultati

###### Calendario
| Andata (1ª) | Andata (1ª) | Prima giornata | Ritorno (4ª) | Ritorno (4ª) |
|             |             |                |              |              |
| 22 gen.     | 4-0         | Spal-Piacenza  | 2-2          | 12 feb.      |
| 5 mar.      | 3-0         | Virtus-Parma   | 2-2          | 12 feb.      |

| Andata (2ª) | Andata (2ª) | Seconda giornata | Ritorno (5ª) | Ritorno (5ª) |
|             |             |                  |              |              |
| 29 gen.     | 3-0         | Piacenza-Parma   | 1-4          | 19 feb.      |
| 29 gen.     | 1-0         | SPAL-Virtus      | 1-1          | 19 feb.      |

| \| Andata (3ª) \| Andata (3ª) \| Terza giornata \| Ritorno (6ª) \| Ritorno (6ª) \| \| \| \| \| \| \| \| 5 feb. \| 2-0 \| Virtus-Piacenza \| 2-1 \| 26 feb. \| \| 5 feb. \| 2-2 \| Parma-SPAL \| 0-2* \| 26 feb. \| |             |                 |              |              |
| Andata (3ª) | Andata (3ª) | Terza giornata  | Ritorno (6ª) | Ritorno (6ª) |
| |             |                 |              |              |
| 5 feb. | 2-0         | Virtus-Piacenza | 2-1          | 26 feb.      |
| 5 feb. | 2-2         | Parma-SPAL      | 0-2*         | 26 feb.      |

### Sezione ligure

#### Classifica finale
|  | Pos. | Squadra            | Pt | G  | V | N | P | GF | GS | DR  |
|  | ---- | ------------------ | -- | -- | - | - | - | -- | -- | --- |
|  | 1.   | Sampierdarenese    | 18 | 10 | 8 | 2 | 0 | 25 | 7  | +18 |
|  | 2.   | Speranza           | 12 | 10 | 5 | 2 | 3 | 17 | 17 | 0   |
|  | 3.   | Rivarolese         | 10 | 10 | 4 | 2 | 4 | 13 | 13 | 0   |
|  | 4.   | Sestrese           | 8  | 10 | 3 | 2 | 5 | 17 | 13 | +4  |
|  | 5.   | Spes Genova        | 7  | 10 | 3 | 1 | 6 | 11 | 20 | -9  |
|  | 6.   | Giovani Calciatori | 5  | 10 | 2 | 1 | 7 | 9  | 22 | -13 |

Legenda:
      Qualificato ai gironi di semifinale.
 Retrocesso, si fonde con altra squadra.
Regolamento:
Due punti a vittoria, uno a pareggio, zero a sconfitta.
Note:
Giovani Calciatori si fonde a fine stagione con le Officine Elettromeccaniche di Rivarolo.

#### Risultati

##### Calendario
| Andata (1ª) | Andata (1ª) | Prima giornata             | Ritorno (6ª) | Ritorno (6ª) |
|             |             |                            |              |              |
| 2 ott.      | 2-2         | Rivarolese-Sampierdarenese | 1-3          | 27 nov.      |
| 2 ott.      | 1-1         | Speranza-Sestrese          | 0-5          | 27 nov.      |
| 2 ott.      | 1-1         | Spes-Giovani Calciatori    | 0-3          | 27 nov.      |

| Andata (2ª) | Andata (2ª) | Seconda giornata              | Ritorno (7ª) | Ritorno (7ª) |
|             |             |                               |              |              |
| 9 ott.      | 0-2         | Giovani Calciatori-Rivarolese | 0-1          | 4 dic.       |
| 9 ott.      | 2-0         | Sampierdarenese-Speranza      | 0-0          | 4 dic.       |
| 9 ott.      | 2-4         | Sestrese-Spes                 | 2-0          | 4 dic.       |

| Andata (3ª) | Andata (3ª) | Terza giornata              | Ritorno (8ª) | Ritorno (8ª) |
|             |             |                             |              |              |
| 16 ott.     | 0-2         | Spes-Sampierdarenese        | 1-2          | 11 dic.      |
| 16 ott.     | 4-2         | Speranza-Rivarolese         | 2-1          | 11 dic.      |
| 6 nov.      | 0-1         | Sestrese-Giovani Calciatori | 5-0          | 11 dic.      |

| Andata (4ª) | Andata (4ª) | Quarta giornata             | Ritorno (9ª) | Ritorno (9ª) |
|             |             |                             |              |              |
| 23 ott.     | 1-2         | Giovani Calciatori-Speranza | 1-2          | 18 dic.      |
| 23 ott.     | 1-0         | Sampierdarenese-Sestrese    | 4-1          | 18 dic.      |
| 23 ott.     | 2-0         | Rivarolese-Spes             | 0-1          | 29 gen.      |

| \| Andata (5ª) \| Andata (5ª) \| Quinta giornata \| Ritorno (10ª) \| Ritorno (10ª) \| \| \| \| \| \| \| \| 20 nov. \| 1-4 \| [22] Giovani Calciatori-Sampierdarenese \| 1-5 \| 22 gen. \| \| 13 nov. \| 1-2 \| Sestrese-Rivarolese \| 0-0 \| 5 feb. \| \| 13 nov. \| 4-3 \| Spes-Speranza \| 0-3 \| 22 gen. \| |             |                                    |               |               |
| Andata (5ª) | Andata (5ª) | Quinta giornata                    | Ritorno (10ª) | Ritorno (10ª) |
| |             |                                    |               |               |
| 20 nov. | 1-4         | Giovani Calciatori-Sampierdarenese | 1-5           | 22 gen.       |
| 13 nov. | 1-2         | Sestrese-Rivarolese                | 0-0           | 5 feb.        |
| 13 nov. | 4-3         | Spes-Speranza                      | 0-3           | 22 gen.       |

### Sezione lombarda

#### Girone A

##### Classifica finale
|  | Pos. | Squadra | Pt | G | V | N | P | GF | GS | DR  |
|  | ---- | ------- | -- | - | - | - | - | -- | -- | --- |
|  | 1.   | Como    | 9  | 6 | 4 | 1 | 1 | 20 | 8  | +12 |
|  | 2.   | Chiasso | 8  | 6 | 2 | 4 | 0 | 11 | 5  | +6  |
|  | 3.   | Saronno | 6  | 6 | 2 | 2 | 2 | 7  | 8  | -1  |
|  | 4.   | Varese  | 1  | 6 | 0 | 1 | 5 | 7  | 24 | -17 |

Legenda:
      Qualificato al girone finale regionale.
 Ammesso agli spareggi per la salvezza.
Regolamento:
Due punti a vittoria, uno a pareggio, zero a sconfitta.
Note:
Note:

##### Risultati

###### Calendario
| Andata (1ª) | Andata (1ª) | Prima giornata  | Ritorno (4ª) | Ritorno (4ª) |
|             |             |                 |              |              |
| 16 ott.     | 1-1         | Saronno-Chiasso | 0-0          | 13 nov.      |
| 16 ott.     | 1-6         | Varese-Como     | 2-7          | 13 nov.      |

| Andata (2ª) | Andata (2ª) | Seconda giornata | Ritorno (5ª) | Ritorno (5ª) |
|             |             |                  |              |              |
| 9 ott.      | 4-2         | Saronno-Varese   | 1-0          | 27 nov.      |
| 9 ott.      | 2-2         | Como-Chiasso     | 0-2          | 6 nov.       |

| \| Andata (3ª) \| Andata (3ª) \| Terza giornata \| Ritorno (6ª) \| Ritorno (6ª) \| \| \| \| \| \| \| \| 23 ott. \| 4-1 \| Como-Saronno \| 1-0 \| 20 nov. \| \| 23 ott. \| 4-0 \| Chiasso-Varese \| 2-2 \| 20 nov. \| |             |                |              |              |
| Andata (3ª) | Andata (3ª) | Terza giornata | Ritorno (6ª) | Ritorno (6ª) |
| |             |                |              |              |
| 23 ott. | 4-1         | Como-Saronno   | 1-0          | 20 nov.      |
| 23 ott. | 4-0         | Chiasso-Varese | 2-2          | 20 nov.      |

###### Tabellone
|         | CHI  | COM  | SAR  | VAR  |
| ------- | ---- | ---- | ---- | ---- |
| Chiasso | –––– | 2-0  | 0-0  | 4-0  |
| Como    | 2-2  | –––– | 4-1  | 7-2  |
| Saronno | 1-1  | 0-1  | –––– | 4-2  |
| Varese  | 2-2  | 1-6  | 0-1  | –––– |

#### Girone B

##### Classifica finale
|  | Pos. | Squadra     | Pt | G | V | N | P | GF | GS | DR  |
|  | ---- | ----------- | -- | - | - | - | - | -- | -- | --- |
|  | 1.   | Cremonese   | 10 | 6 | 4 | 2 | 0 | 18 | 4  | +14 |
|  | 2.   | Trevigliese | 7  | 6 | 3 | 1 | 2 | 9  | 10 | -1  |
|  | 3.   | Atalanta    | 6  | 6 | 3 | 0 | 3 | 9  | 14 | -5  |
|  | 4.   | Stelvio     | 1  | 6 | 0 | 1 | 5 | 5  | 13 | -8  |

Legenda:
      Qualificato al girone finale regionale.
 Ammesso agli spareggi per la salvezza.
Regolamento:
Due punti a vittoria, uno a pareggio, zero a sconfitta.
Note:
Note:
Lo Stelvio cessa l'attività a fine stagione.

##### Risultati

###### Calendario
| Andata (1ª) | Andata (1ª) | Prima giornata       | Ritorno (4ª) | Ritorno (4ª) |
|             |             |                      |              |              |
| 16 ott.     | 1-1         | Cremonese-Stelvio    | 3-0          | 13 nov.      |
| 16 ott.     | 1-0         | Trevigliese-Atalanta | 2-3          | 13 nov.      |

| Andata (2ª) | Andata (2ª) | Seconda giornata      | Ritorno (5ª) | Ritorno (5ª) |
|             |             |                       |              |              |
| 9 ott.      | 0-2         | Stelvio-Atalanta      | 2-3          | 6 nov.       |
| 9 ott.      | 5-2         | Cremonese-Trevigliese | 0-0          | 6 nov.       |

| \| Andata (3ª) \| Andata (3ª) \| Terza giornata \| Ritorno (6ª) \| Ritorno (6ª) \| \| \| \| \| \| \| \| 23 ott. \| 1-2 \| Stelvio-Trevigliese \| 1-2 \| 20 nov. \| \| 23 ott. \| 1-2 \| Atalanta-Cremonese \| 0-7 \| 20 nov. \| |             |                     |              |              |
| Andata (3ª) | Andata (3ª) | Terza giornata      | Ritorno (6ª) | Ritorno (6ª) |
| |             |                     |              |              |
| 23 ott. | 1-2         | Stelvio-Trevigliese | 1-2          | 20 nov.      |
| 23 ott. | 1-2         | Atalanta-Cremonese  | 0-7          | 20 nov.      |

###### Tabellone
|             | ATA  | CRE  | STE  | TRE  |
| ----------- | ---- | ---- | ---- | ---- |
| Atalanta    | –––– | 1-2  | 3-2  | 3-2  |
| Cremonese   | 7-0  | –––– | 1-1  | 5-2  |
| Stelvio     | 0-2  | 0-3  | –––– | 1-2  |
| Trevigliese | 1-0  | 0-0  | 2-1  | –––– |

#### Girone C

##### Classifica finale
|  | Pos. | Squadra          | Pt | G | V | N | P | GF | GS | DR |
|  | ---- | ---------------- | -- | - | - | - | - | -- | -- | -- |
|  | 1.   | Enotria Goliardo | 10 | 6 | 4 | 2 | 0 | 12 | 7  | +5 |
|  | 2.   | Monza            | 5  | 6 | 2 | 1 | 3 | 10 | 11 | -1 |
|  | 3.   | Juventus Italia  | 5  | 6 | 2 | 1 | 3 | 9  | 12 | -3 |
|  | 4.   | Casteggio        | 4  | 6 | 2 | 0 | 4 | 8  | 9  | -1 |

Legenda:
      Qualificato al girone finale regionale.
 Ammesso agli spareggi per la salvezza.
Regolamento:
Due punti a vittoria, uno a pareggio, zero a sconfitta.
Note:
Note:

##### Risultati

###### Calendario
| Andata (1ª) | Andata (1ª) | Prima giornata          | Ritorno (4ª) | Ritorno (4ª) |
|             |             |                         |              |              |
| 16 ott.     | 4-1         | Casteggio-Monza         | 0-1          | 13 nov.      |
| 16 ott.     | 1-0         | Enotria-Juventus Italia | 3-3          | 13 nov.      |

| Andata (2ª) | Andata (2ª) | Seconda giornata      | Ritorno (5ª) | Ritorno (5ª) |
|             |             |                       |              |              |
| 9 ott.      | 1-0         | Juventus Italia-Monza | 3-6          | 6 nov.       |
| 9 ott.      | 0-2         | Casteggio-Enotria     | 2-3          | 6 nov.       |

| \| Andata (3ª) \| Andata (3ª) \| Terza giornata \| Ritorno (6ª) \| Ritorno (6ª) \| \| \| \| \| \| \| \| 23 ott. \| 1-2 \| Monza-Enotria \| 1-1 \| 20 nov. \| \| 23 ott. \| 2-1 \| Juventus Italia-Casteggio \| 0-1 \| 20 nov. \| |             |                           |              |              |
| Andata (3ª) | Andata (3ª) | Terza giornata            | Ritorno (6ª) | Ritorno (6ª) |
| |             |                           |              |              |
| 23 ott. | 1-2         | Monza-Enotria             | 1-1          | 20 nov.      |
| 23 ott. | 2-1         | Juventus Italia-Casteggio | 0-1          | 20 nov.      |

###### Tabellone
|                  | CAS  | ENO  | JUI  | MON  |
| ---------------- | ---- | ---- | ---- | ---- |
| Casteggio        | –––– | 0-2  | 1-0  | 4-1  |
| Enotria Goliardo | 3-2  | –––– | 1-0  | 1-1  |
| Juventus Italia  | 2-1  | 3-3  | –––– | 1-0  |
| Monza            | 1-0  | 1-2  | 6-3  | –––– |

#### Girone D

##### Classifica finale
|  | Pos. | Squadra     | Pt | G | V | N | P | GF | GS | DR |
|  | ---- | ----------- | -- | - | - | - | - | -- | -- | -- |
|  | 1.   | Esperia     | 7  | 6 | 3 | 1 | 2 | 8  | 4  | +4 |
|  | 2.   | Pavia       | 6  | 6 | 2 | 2 | 2 | 6  | 6  | 0  |
|  | 3.   | Pro Patria  | 6  | 6 | 2 | 2 | 2 | 5  | 7  | -2 |
|  | 4.   | AC Libertas | 5  | 6 | 2 | 1 | 3 | 5  | 7  | -2 |

Legenda:
      Qualificato al girone finale regionale.
 Ammesso agli spareggi per la salvezza.
Regolamento:
Due punti a vittoria, uno a pareggio, zero a sconfitta.
Note:
Note:
La Libertas cessa l'attività a fine stagione.

##### Risultati

###### Calendario
| Andata (1ª) | Andata (1ª) | Prima giornata     | Ritorno (4ª) | Ritorno (4ª) |
|             |             |                    |              |              |
| 16 ott.     | 4-1         | Esperia-Pro Patria | 0-0          | 13 nov.      |
| 16 ott.     | 1-2         | Pavia-Libertas     | 1-1          | 13 nov.      |

| Andata (2ª) | Andata (2ª) | Seconda giornata    | Ritorno (5ª) | Ritorno (5ª) |
|             |             |                     |              |              |
| 9 ott.      | 1-0         | Pro Patria-Libertas | 2-0          | 6 nov.       |
| 9 ott.      | 1-0         | Pavia-Esperia       | 0-2          | 6 nov.       |

| \| Andata (3ª) \| Andata (3ª) \| Terza giornata \| Ritorno (6ª) \| Ritorno (6ª) \| \| \| \| \| \| \| \| 23 ott. \| 1-1 \| Pro Patria-Pavia \| 0-2 \| 20 nov. \| \| 23 ott. \| 2-1 \| Libertas-Esperia \| 0-1 \| 20 nov. \| |             |                  |              |              |
| Andata (3ª) | Andata (3ª) | Terza giornata   | Ritorno (6ª) | Ritorno (6ª) |
| |             |                  |              |              |
| 23 ott. | 1-1         | Pro Patria-Pavia | 0-2          | 20 nov.      |
| 23 ott. | 2-1         | Libertas-Esperia | 0-1          | 20 nov.      |

###### Tabellone
|            | ESP  | LIB  | PAV  | PRO  |
| ---------- | ---- | ---- | ---- | ---- |
| Esperia    | –––– | 1-0  | 2-0  | 4-1  |
| Libertas   | 2-1  | –––– | 1-1  | 0-2  |
| Pavia      | 1-0  | 1-2  | –––– | 2-0  |
| Pro Patria | 0-0  | 1-0  | 1-1  | –––– |

#### Girone finale

##### Classifica finale
|  | Pos. | Squadra          | Pt | G | V | N | P | GF | GS | DR |
|  | ---- | ---------------- | -- | - | - | - | - | -- | -- | -- |
|  | 1.   | Esperia          | 9  | 6 | 4 | 1 | 1 | 11 | 6  | +5 |
|  | 2.   | Cremonese        | 6  | 6 | 3 | 0 | 3 | 12 | 9  | +3 |
|  | 3.   | Como             | 5  | 6 | 2 | 1 | 3 | 7  | 8  | -1 |
|  | 4.   | Enotria Goliardo | 4  | 6 | 2 | 0 | 4 | 6  | 13 | -7 |

Legenda:
      Qualificato ai gironi di semifinale.
 Inattivo a fine stagione.
Regolamento:
Due punti a vittoria, uno a pareggio, zero a sconfitta.
Note:
Enotria Goliardo cessa l'attività federale FIGC a fine stagione per continuare con l'U.L.I.C..
Note:

##### Risultati

###### Calendario
| Andata (1ª) | Andata (1ª) | Prima giornata    | Ritorno (4ª) | Ritorno (4ª) |
|             |             |                   |              |              |
| 27 nov.     | 2-1         | Enotria-Como      | 1-4          | 18 dic.      |
| 27 nov.     | 1-0         | Esperia-Cremonese | 3-6          | 18 dic.      |

| Andata (2ª) | Andata (2ª) | Seconda giornata  | Ritorno (5ª) | Ritorno (5ª) |
|             |             |                   |              |              |
| 4 dic.      | 0-3         | Como-Esperia      | 0-0          | 1º gen.      |
| 4 dic.      | 3-0         | Cremonese-Enotria | 1-3          | 1º gen.      |

| \| Andata (3ª) \| Andata (3ª) \| Terza giornata \| Ritorno (6ª) \| Ritorno (6ª) \| \| \| \| \| \| \| \| 11 dic. \| 2-0 \| Esperia-Enotria \| 2-0 \| 8 gen. \| \| 11 dic. \| 2-0 \| Cremonese-Como \| 0-2 \| 8 gen. \| |             |                 |              |              |
| Andata (3ª) | Andata (3ª) | Terza giornata  | Ritorno (6ª) | Ritorno (6ª) |
| |             |                 |              |              |
| 11 dic. | 2-0         | Esperia-Enotria | 2-0          | 8 gen.       |
| 11 dic. | 2-0         | Cremonese-Como  | 0-2          | 8 gen.       |

###### Tabellone
|                  | COM  | CRE  | ENO  | ESP  |
| ---------------- | ---- | ---- | ---- | ---- |
| Como             | –––– | 2-0  | 4-1  | 0-3  |
| Cremonese        | 2-0  | –––– | 3-0  | 6-3  |
| Enotria Goliardo | 2-1  | 3-1  | –––– | 0-2  |
| Esperia          | 0-0  | 1-0  | 2-0  | –––– |

#### Spareggi per la salvezza
Secondo il regolamento, nelle regioni dove il campionato si svolgeva a gironi plurimi le ultime classificate di ogni girone si sarebbero dovute scontrare tra loro per determinare la retrocedenda in Promozione. Non si ha prova che tali spareggi si siano disputati in Lombardia. Si disputò invece un torneo di consolazione riservato alle escluse del girone finale che però non prevedeva retrocessioni.

### Sezione piemontese

#### Classifica finale
|  | Pos. | Squadra       | Pt       | G | V | N | P | GF | GS | DR  |
|  | ---- | ------------- | -------- | - | - | - | - | -- | -- | --- |
|  | 1.   | Novese        | 14       | 8 | 6 | 2 | 0 | 18 | 1  | +17 |
|  | 2.   | US Torinese   | 9        | 8 | 3 | 3 | 2 | 7  | 9  | -2  |
|  | 3.   | Pastore       | 8        | 8 | 2 | 4 | 2 | 7  | 10 | -3  |
|  | 4.   | Valenzana     | 5        | 8 | 2 | 1 | 5 | 8  | 12 | -4  |
|  | 5.   | GC Cappuccini | 4        | 8 | 1 | 2 | 5 | 6  | 14 | -8  |
|  | --   | Biellese      | Ritirata |   |   |   |   |    |    |     |

Legenda:
      Qualificato ai gironi di semifinale.
 Inattivo a fine stagione.
      Rinuncia al campionato a fine andata.
Regolamento:
Due punti a vittoria, uno a pareggio, zero a sconfitta.
Note:
Giovani Cappuccini cessa l'attività a fine stagione venendo assorbita dalla Pro Vercelli.
La U.S. Torinese sostituisce la ritirata Biellese all'inizio del girone di ritorno.

#### Risultati

##### Calendario
A inizio novembre la Biellese si ritirò dal campionato FIGC e passò alla CCI, dove si iscrisse in Seconda Divisione. Al suo posto fu ammessa in corsa la US Torinese, la quale tornò fedele alla FIGC dopo aver aderito inizialmente alla CCI. Il calendario fu di conseguenza ricompilato ed è per questo motivo che l'ordine delle partite del girone di ritorno è completamente diverso rispetto al girone d'andata.

###### Girone d'andata
|        | 1ª giornata               |        |
|        |                           |        |
| 2 ott. | Valenzana-G.C. Cappuccini | 3-1    |
| 6 nov. | Pastore-Biellese          | [ 24 ] |
| 6 nov. | Riposa: Novese            |        |

|        | 2ª giornata             |     |
|        |                         |     |
| 9 ott. | Valenzana-Pastore       | 2-1 |
| 9 ott. | Biellese-Novese         | 0-1 |
| 9 ott. | Riposa: G.C. Cappuccini |     |

|        | 1ª giornata               |        |
|        |                           |        |
| 2 ott. | Valenzana-G.C. Cappuccini | 3-1    |
| 6 nov. | Pastore-Biellese          | [ 24 ] |
| 6 nov. | Riposa: Novese            |        |

|        | 2ª giornata             |     |
|        |                         |     |
| 9 ott. | Valenzana-Pastore       | 2-1 |
| 9 ott. | Biellese-Novese         | 0-1 |
| 9 ott. | Riposa: G.C. Cappuccini |     |

|         | 3ª giornata            |     |
|         |                        |     |
| 16 ott. | G.C. Cappuccini-Novese | 0-2 |
| 16 ott. | Biellese-Valenzana     | 2-1 |
| 16 ott. | Riposa: Pastore        |     |

|         | 4ª giornata              |     |
|         |                          |     |
| 23 ott. | Novese-Pastore           | 4-0 |
| 23 ott. | Biellese-G.C. Cappuccini | 1-1 |
| 23 ott. | Riposa: Valenzana        |     |

|         | 3ª giornata            |     |
|         |                        |     |
| 16 ott. | G.C. Cappuccini-Novese | 0-2 |
| 16 ott. | Biellese-Valenzana     | 2-1 |
| 16 ott. | Riposa: Pastore        |     |

|         | 4ª giornata              |     |
|         |                          |     |
| 23 ott. | Novese-Pastore           | 4-0 |
| 23 ott. | Biellese-G.C. Cappuccini | 1-1 |
| 23 ott. | Riposa: Valenzana        |     |

|         | 5ª giornata             |     |
|         |                         |     |
| 13 nov. | Valenzana-Novese        | 1-1 |
| 13 nov. | G.C. Cappuccini-Pastore | 2-2 |
| 13 nov. | Riposa: US Torinese     |     |

|         | Recuperi del girone d'andata |     |
|         |                              |     |
| 18 dic. | US Torinese-Novese           | 0-6 |
| 8 gen.  | US Torinese-G.C. Cappuccini  | 3-0 |
| 12 feb. | US Torinese-Valenzana        | 2-0 |
| 19 feb. | Pastore-US Torinese          | 0-0 |

|         | 5ª giornata             |     |
|         |                         |     |
| 13 nov. | Valenzana-Novese        | 1-1 |
| 13 nov. | G.C. Cappuccini-Pastore | 2-2 |
| 13 nov. | Riposa: US Torinese     |     |

|         | Recuperi del girone d'andata |     |
|         |                              |     |
| 18 dic. | US Torinese-Novese           | 0-6 |
| 8 gen.  | US Torinese-G.C. Cappuccini  | 3-0 |
| 12 feb. | US Torinese-Valenzana        | 2-0 |
| 19 feb. | Pastore-US Torinese          | 0-0 |

###### Girone di ritorno
|         | 1ª giornata             |     |
|         |                         |     |
| 20 nov. | Novese-US Torinese      | 2-0 |
| 20 nov. | Pastore-Valenzana       | 3-2 |
| 20 nov. | Riposa: G.C. Cappuccini |     |

|         | 2ª giornata                 |     |
|         |                             |     |
| 27 nov. | Pastore-Novese              | 0-0 |
| 27 nov. | G.C. Cappuccini-US Torinese | 1-1 |
| 27 nov. | Riposa: Valenzana           |     |

|         | 1ª giornata             |     |
|         |                         |     |
| 20 nov. | Novese-US Torinese      | 2-0 |
| 20 nov. | Pastore-Valenzana       | 3-2 |
| 20 nov. | Riposa: G.C. Cappuccini |     |

|         | 2ª giornata                 |     |
|         |                             |     |
| 27 nov. | Pastore-Novese              | 0-0 |
| 27 nov. | G.C. Cappuccini-US Torinese | 1-1 |
| 27 nov. | Riposa: Valenzana           |     |

|        | 3ª giornata             |     |
|        |                         |     |
| 4 dic. | Valenzana-US Torinese   | 0-1 |
| 4 dic. | Pastore-G.C. Cappuccini | 1-0 |
| 4 dic. | Riposa: Novese          |     |

|         | 4ª giornata             |     |
|         |                         |     |
| 11 dic. | Novese-Valenzana        | 1-0 |
| 11 dic. | US Torinese-Pastore     | 0-0 |
| 11 dic. | Riposa: G.C. Cappuccini |     |

|        | 3ª giornata             |     |
|        |                         |     |
| 4 dic. | Valenzana-US Torinese   | 0-1 |
| 4 dic. | Pastore-G.C. Cappuccini | 1-0 |
| 4 dic. | Riposa: Novese          |     |

|         | 4ª giornata             |     |
|         |                         |     |
| 11 dic. | Novese-Valenzana        | 1-0 |
| 11 dic. | US Torinese-Pastore     | 0-0 |
| 11 dic. | Riposa: G.C. Cappuccini |     |

|                                        | 5ª giornata               |     |
|                                        |                           |     |
| 18 dic.                                | G.C. Cappuccini-Valenzana | 2-0 |
| Riposano: Novese, Pastore, US Torinese |                           |     |

|          | 6ª giornata                               |     |
|          |                                           |     |
| 22 genn. | Novese-G.C. Cappuccini                    | 2-0 |
| 22 genn. | Riposano: Pastore, US Torinese, Valenzana |     |

|                                        | 5ª giornata               |     |
|                                        |                           |     |
| 18 dic.                                | G.C. Cappuccini-Valenzana | 2-0 |
| Riposano: Novese, Pastore, US Torinese |                           |     |

|          | 6ª giornata                               |     |
|          |                                           |     |
| 22 genn. | Novese-G.C. Cappuccini                    | 2-0 |
| 22 genn. | Riposano: Pastore, US Torinese, Valenzana |     |

##### Tabellone
|                    | GIO  | NOV  | PAS  | UST  | VAL  |
| ------------------ | ---- | ---- | ---- | ---- | ---- |
| Giovani Cappuccini | –––– | 0-2  | 2-2  | 1-1  | 2-0  |
| Novese             | 2-0  | –––– | 4-0  | 2-0  | 1-0  |
| Pastore            | 1-0  | 0-0  | –––– | 0-0  | 3-2  |
| US Torinese        | 3-0  | 0-6  | 0-0  | –––– | 2-0  |
| Valenzana          | 3-1  | 1-1  | 2-1  | 0-1  | –––– |

### Sezione toscana

#### Classifica finale
|  | Pos. | Squadra          | Pt | G  | V | N | P | GF | GS | DR  |
|  | ---- | ---------------- | -- | -- | - | - | - | -- | -- | --- |
|  | 1.   | Pro Livorno      | 15 | 10 | 7 | 1 | 2 | 20 | 8  | +12 |
|  | 2.   | Lucchese         | 13 | 10 | 5 | 3 | 2 | 25 | 10 | +15 |
|  | 3.   | Libertas Firenze | 12 | 10 | 5 | 2 | 3 | 11 | 15 | -4  |
|  | 4.   | Viareggio        | 11 | 10 | 5 | 1 | 4 | 18 | 16 | +2  |
|  | 5.   | Prato            | 5  | 10 | 1 | 3 | 6 | 11 | 18 | -7  |
|  | 6.   | CS Firenze       | 4  | 10 | 1 | 2 | 7 | 6  | 24 | -18 |

Legenda:
      Qualificato ai gironi di semifinale.
      Retrocesso sul campo.
Regolamento:
Due punti a vittoria, uno a pareggio, zero a sconfitta.
Note:

#### Risultati

##### Calendario
| Andata (1ª) | Andata (1ª) | Prima giornata               | Ritorno (6ª) | Ritorno (6ª) |
|             |             |                              |              |              |
| 2 ott.      | 8-0         | Lucchese-C.S. Firenze        | 1-1          | 27 nov.      |
| 2 ott.      | 6-0         | Pro Livorno-Libertas Firenze | 0-1          | 27 nov.      |
| 2 ott.      | 1-3         | Prato-Viareggio              | 2-2          | 27 nov.      |

| Andata (2ª) | Andata (2ª) | Seconda giornata       | Ritorno (7ª) | Ritorno (7ª) |
|             |             |                        |              |              |
| 9 ott.      | 4-2         | Lucchese-Pro Livorno   | 0-2          | 4 dic.       |
| 9 ott.      | 1-2         | C.S. Firenze-Viareggio | 1-3          | 4 dic.       |
| 5 feb.      | 1-1         | Libertas Firenze-Prato | 3-0          | 4 dic.       |

| Andata (3ª) | Andata (3ª) | Terza giornata             | Ritorno (8ª) | Ritorno (8ª) |
|             |             |                            |              |              |
| 16 ott.     | 1-0         | Lucchese-Prato             | 1-1          | 11 dic.      |
| 16 ott.     | 2-0         | Libertas Firenze-Viareggio | 1-3          | 11 dic.      |
| 16 ott.     | 2-0         | Pro Livorno-C.S. Firenze   | 1-1          | 11 dic.      |

| Andata (4ª) | Andata (4ª) | Quarta giornata              | Ritorno (9ª) | Ritorno (9ª) |
|             |             |                              |              |              |
| 22 ott.     | 4-2         | Viareggio-Lucchese           | 0-2          | 18 dic.      |
| 22 ott.     | 2-0         | Libertas Firenze-C.S Firenze | 1-0          | 18 dic.      |
| 19 feb.     | 0-2         | Prato-Pro Livorno            | 1-3          | 26 feb.      |

| \| Andata (5ª) \| Andata (5ª) \| Quinta giornata \| Ritorno (10ª) \| Ritorno (10ª) \| \| \| \| \| \| \| \| 13 nov. \| 6-0 \| Lucchese-Libertas Firenze \| 0-0 \| 22 gen. \| \| 13 nov. \| 0-1 \| Viareggio-Pro Livorno \| 1-3 \| 22 gen. \| \| 13 nov. \| 2-1 \| C.S. Firenze-Prato \| 0-3 \| 22 gen. \| |             |                           |               |               |
| Andata (5ª) | Andata (5ª) | Quinta giornata           | Ritorno (10ª) | Ritorno (10ª) |
| |             |                           |               |               |
| 13 nov. | 6-0         | Lucchese-Libertas Firenze | 0-0           | 22 gen.       |
| 13 nov. | 0-1         | Viareggio-Pro Livorno     | 1-3           | 22 gen.       |
| 13 nov. | 2-1         | C.S. Firenze-Prato        | 0-3           | 22 gen.       |

### Sezione veneta

#### Classifica finale
|  | Pos. | Squadra          | Pt | G  | V | N | P | GF | GS | DR |
|  | ---- | ---------------- | -- | -- | - | - | - | -- | -- | -- |
|  | 1.   | Petrarca         | 14 | 10 | 6 | 2 | 2 | 19 | 14 | +5 |
|  | 2.   | Udinese          | 12 | 10 | 4 | 4 | 2 | 17 | 8  | +9 |
|  | 3.   | Bentegodi Verona | 9  | 10 | 3 | 3 | 4 | 24 | 17 | +7 |
|  | 4.   | Treviso          | 9  | 10 | 3 | 3 | 4 | 10 | 19 | -9 |
|  | 5.   | Legnaghese       | 8  | 10 | 2 | 4 | 4 | 11 | 15 | -4 |
|  | 6.   | Schio            | 8  | 10 | 2 | 4 | 4 | 12 | 20 | -8 |

Legenda:
      Qualificato ai gironi di semifinale.
Regolamento:
Due punti a vittoria, uno a pareggio, zero a sconfitta.
Note:

#### Risultati

##### Calendario
| Andata (1ª) | Andata (1ª) | Prima giornata    | Ritorno (6ª) | Ritorno (6ª) |
|             |             |                   |              |              |
| 2 ott.      | 1-2         | Legnago-Petrarca  | 0-2          | 20 nov.      |
| 2 ott.      | 2-2         | Udinese-Bentegodi | 3-0          | 20 nov.      |
| 2 ott.      | 2-1         | Treviso-Schio     | 1-2          | 20 nov.      |

| Andata (2ª) | Andata (2ª) | Seconda giornata | Ritorno (7ª) | Ritorno (7ª) |
|             |             |                  |              |              |
| 9 ott.      | 5-1         | Udinese-Petrarca | 1-2          | 27 nov.      |
| 9 ott.      | 3-1         | Bentegodi-Schio  | 4-0          | 27 nov.      |
| 9 ott.      | 1-1         | Treviso-Legnago  | 2-1          | 27 nov.      |

| Andata (3ª) | Andata (3ª) | Terza giornata     | Ritorno (8ª) | Ritorno (8ª) |
|             |             |                    |              |              |
| 16 ott.     | 1-1         | Schio-Legnago      | 2-2          | 4 dic.       |
| 16 ott.     | 3-2         | Petrarca-Bentegodi | 1-1          | 4 dic.       |
| 16 ott.     | 2-0         | Udinese-Treviso    | 1-2          | 4 dic.       |

| Andata (4ª) | Andata (4ª) | Quarta giornata   | Ritorno (9ª) | Ritorno (9ª) |
|             |             |                   |              |              |
| 23 ott.     | 2-1         | Schio-Petrarca    | 2-5          | 11 dic.      |
| 23 ott.     | 8-1         | Bentegodi-Treviso | 1-1          | 11 dic.      |
| 23 ott.     | 0-0         | Legnago-Udinese   | 0-2          | 11 dic.      |

| \| Andata (5ª) \| Andata (5ª) \| Quinta giornata \| Ritorno (10ª) \| Ritorno (10ª) \| \| \| \| \| \| \| \| 13 nov. \| 3-2 \| Legnago-Bentegodi \| 2-1 \| 18 dic. \| \| 13 nov. \| 1-1 \| Schio-Udinese \| 0-0 \| 18 dic. \| \| 13 nov. \| 2-0 \| Petrarca-Treviso \| 0-0 \| 18 dic. \| |             |                   |               |               |
| Andata (5ª) | Andata (5ª) | Quinta giornata   | Ritorno (10ª) | Ritorno (10ª) |
| |             |                   |               |               |
| 13 nov. | 3-2         | Legnago-Bentegodi | 2-1           | 18 dic.       |
| 13 nov. | 1-1         | Schio-Udinese     | 0-0           | 18 dic.       |
| 13 nov. | 2-0         | Petrarca-Treviso  | 0-0           | 18 dic.       |

## Semifinali nazionali

### Girone A

#### Classifica finale
|  | Pos. | Squadra     | Pt | G | V | N | P | GF | GS | DR |
|  | ---- | ----------- | -- | - | - | - | - | -- | -- | -- |
|  | 1.   | Novese      | 7  | 4 | 3 | 1 | 0 | 12 | 4  | +8 |
|  | 2.   | Petrarca    | 4  | 4 | 1 | 2 | 1 | 5  | 5  | 0  |
|  | 3.   | Pro Livorno | 1  | 4 | 0 | 1 | 3 | 3  | 11 | -8 |

Legenda:
      Qualificato alla finale.
 Inattivo a fine stagione.
Regolamento:
Due punti a vittoria, uno a pareggio, zero a sconfitta.
Note:
La Pro Livorno è riassorbita a fine stagione dal Livorno.

#### Risultati

##### Calendario
| Andata (1ª) | Andata (1ª)         | Prima giornata  | Ritorno (4ª) | Ritorno (4ª) |
|             |                     |                 |              |              |
| 5 mar.      | 1-1                 | Novese-Petrarca | 3-1          | 30 apr.      |
| 5 mar.      | Riposa: Pro Livorno |                 |              | 30 apr.      |

| Andata (2ª) | Andata (2ª)    | Seconda giornata     | Ritorno (5ª) | Ritorno (5ª) |
|             |                |                      |              |              |
| 12 mar.     | 0-2            | Pro Livorno-Petrarca | 1-1          | 9 apr.       |
| 12 mar.     | Riposa: Novese |                      |              | 9 apr.       |

| \| Andata (3ª) \| Andata (3ª) \| Terza giornata \| Ritorno (6ª) \| Ritorno (6ª) \| \| \| \| \| \| \| \| 19 mar. \| 3-0 \| Novese-Pro Livorno \| 5-2 \| 23 apr. \| \| 19 mar. \| Riposa: Petrarca \| \| \| 23 apr. \| |                  |                    |              |              |
| Andata (3ª) | Andata (3ª)      | Terza giornata     | Ritorno (6ª) | Ritorno (6ª) |
| |                  |                    |              |              |
| 19 mar. | 3-0              | Novese-Pro Livorno | 5-2          | 23 apr.      |
| 19 mar. | Riposa: Petrarca |                    |              | 23 apr.      |

##### Tabellone
|             | NOV  | PET  | PRO  |
| ----------- | ---- | ---- | ---- |
| Novese      | –––– | 1-1  | 3-0  |
| Petrarca    | 1-3  | –––– | 1-1  |
| Pro Livorno | 2-5  | 0-2  | –––– |

### Girone B

#### Classifica finale
|  | Pos. | Squadra         | Pt | G | V | N | P | GF | GS | DR |
|  | ---- | --------------- | -- | - | - | - | - | -- | -- | -- |
|  | 1.   | Sampierdarenese | 5  | 4 | 2 | 1 | 1 | 4  | 3  | +1 |
|  | 2.   | SPAL            | 5  | 4 | 2 | 1 | 1 | 8  | 7  | +1 |
|  | 3.   | Esperia         | 2  | 4 | 0 | 2 | 2 | 6  | 8  | -2 |

Legenda:
      Qualificato dopo spareggio.
Regolamento:
Due punti a vittoria, uno a pareggio, zero a sconfitta.
Note:
La Pro Livorno è riassorbita a fine stagione dal Livorno.

#### Spareggi ammissione al girone finale
|                 | Risultati |      | Luogo e data           |  |
| --------------- | --------- | ---- | ---------------------- |  |
| Sampierdarenese | 2-1 (dts) | SPAL | Milano, 1º maggio 1922 |  |
|                 |           |      |                        |  |

#### Risultati

##### Calendario
| Andata (1ª) | Andata (1ª)  | Prima giornata          | Ritorno (4ª) | Ritorno (4ª) |
|             |              |                         |              |              |
| 5 mar.      | 1-1          | Esperia-Sampierdarenese | 0-1          | 26 mar.      |
| 5 mar.      | Riposa: Spal |                         |              | 26 mar.      |

| Andata (2ª) | Andata (2ª)     | Seconda giornata     | Ritorno (5ª) | Ritorno (5ª) |
|             |                 |                      |              |              |
| 12 mar.     | 2-0             | Sampierdarenese-Spal | 0-2          | 23 apr.      |
| 12 mar.     | Riposa: Esperia |                      |              | 23 apr.      |

| \| Andata (3ª) \| Andata (3ª) \| Terza giornata \| Ritorno (6ª) \| Ritorno (6ª) \| \| \| \| \| \| \| \| 19 mar. \| 4-3 \| Spal-Esperia \| 2-2 \| 9 apr. \| \| 19 mar. \| Riposa: Sampierdarenese \| \| \| 9 apr. \| |                         |                |              |              |
| Andata (3ª) | Andata (3ª)             | Terza giornata | Ritorno (6ª) | Ritorno (6ª) |
| |                         |                |              |              |
| 19 mar. | 4-3                     | Spal-Esperia   | 2-2          | 9 apr.       |
| 19 mar. | Riposa: Sampierdarenese |                |              | 9 apr.       |

##### Tabellone
|                 | ESP  | SAM  | SPA  |
| --------------- | ---- | ---- | ---- |
| Esperia         | –––– | 1-1  | 2-2  |
| Sampierdarenese | 1-0  | –––– | 2-0  |
| SPAL            | 4-3  | 2-0  | –––– |

## Finale nazionale
| Sampierdarena 7 maggio 1922 | Sampierdarenese | 0 – 0 | Novese |  |

| Novi Ligure 14 maggio 1922 | Novese | 0 – 0 | Sampierdarenese |  |

### Spareggio
| Cremona 28 maggio 1922                                                  | Novese    | 2 – 1 (d.t.s.) | Sampierdarenese |  |
| \| \| \| \| \| Neri p.t.’ Gambarotta 102’ \| Marcatori \| p.t.’ Mura \| |           |                |                 |  |
|                                                                         |           |                |                 |  |
| Neri p.t.’ Gambarotta 102’                                              | Marcatori | p.t.’ Mura     |                 |  |

### Verdetto finale
- Novese campione d'Italia 1921-1922.

### Squadra campione
- Silvio Stritzel
- Luigi Vercelli
- Gaetano Grippi
- Emilio Bonato
- Leonida Bertucci
- Mario Toselli
- Carletto Gambarotta
- Ettore Neri
- Luigi Cevenini III
- Aristodemo Santamaria I
- Giuseppe Asti

## La riunificazione della Federazione
Ci si rese subito conto che la situazione era insostenibile, e più di tutti se ne accorsero i dirigenti della C.C.I. che, avendo a dicembre terminato il girone di andata, presero atto che le squadre F.I.G.C. erano ancora impegnate nel primo turno delle eliminatorie regionali.
A cercare di riappacificare gli animi ci pensò il direttore de La Gazzetta dello Sport Emilio Colombo il quale, il 7 dicembre 1921, presso la villa di Enrico Olivetti, a Brusnengo convocò i delegati di entrambe le federazioni. Il presidente della CCI, l'avvocato Luigi Bozino, propose al presidente FIGC, avvocato Giovanni Lombardi, di ridurre le squadre partecipanti al successivo campionato di Prima Divisione a 50 squadre. Le squadre liguri e piemontesi, riunitesi a Milano per ascoltare la relazione della propria commissione, nell'approvare l'opera dei propri commissari chiesero un ulteriore taglio delle squadre per arrivare almeno alle 32-36 unità chiedendo un ulteriore incontro con i delegati F.I.G.C.
Riunitesi pochi giorni dopo a Modena, le squadre confederali respinsero il patto di Brusnengo con 54 no contro 25 sì e 4 astenuti mettendo in crisi la presidenza che fu affidata al vecchio Edoardo Pasteur.
Le Federate, per contro, riunitesi a Novi Ligure, si ritennero soddisfatte di quanto deciso a Brusnengo e si riunirono in assemblea il 19 febbraio per la definitiva ratifica, approvando il patto a pieni voti.
A questo punto la nuova presidenza CCI inviò la triade Pasteur-Nizza-Albertini il primo di aprile per riprendere le trattative con la FIGC. Sedici giorni dopo le due parti nominarono due commissioni paritetiche (tre componenti più tre consulenti tecnici) con ampia facoltà di nominare una persona super partes che potesse portare a termine un arbitrato.
Quale arbitro fu nominato Emilio Colombo, il quale addivenì ad un compromesso che in seguito prese il suo nome. Le società di entrambe le federazioni, attraverso un referendum, approvarono il compromesso con 246 voti favorevoli e 18 contrari. La ratifica del patto di riconciliazione fu celebrata con la nomina della Commissione Tecnica che avrebbe dovuto formare la squadra Nazionale per il prossimo incontro ufficiale con il Belgio.
Il 26 giugno si arrivò alla pace vera e propria, nel corso di un convegno in cui fu nominata la commissione che avrebbe stilato l'elenco delle aspiranti alla nuova Prima Divisione stabilendo le squadre ammesse di diritto e quelle che il posto in Prima Divisione se lo sarebbero contese sul campo in una serie di spareggi. In questa occasione la F.I.G.C. accettò la nuova struttura federale proposta dalla C.C.I. che prevedeva un Consiglio e relativa Presidenza più le due Leghe Nord e Sud aventi a loro volta un Consiglio e una Presidenza. Le due parti sottoscrissero la soluzione prospettata dall'arbitrato, ovvero 3 gironi di 12 squadre di cui 12 federali, 18 confederali e 6 da determinarsi tramite spareggi per la sola Italia settentrionale più le 8 semifinaliste del vecchio Centro-Sud.